# Língua champanhesa

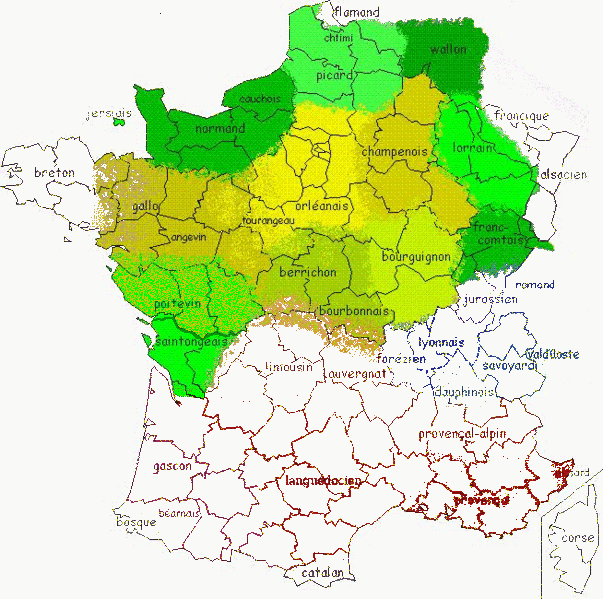
Situação do champanhês entre as línguas de oïl

O champanhês (champagnat na língua champanhesa) é uma língua de oïl, principalmente falada na Champanhe, na Ilha de França, mas também na Bélgica, em várias vilas da Basse-Semois (Vresse-sur-Semois, Membre, Bohan). É uma das línguas regionais presentes no relatório do professor Bernard Cerquiglini, tendo em vista o reconhecimento do potencial das línguas regionais pela França.
O champanhês é referido como uma língua em sério perigo pelo Livro Vermelho das Línguas Ameaçadas.
O champanhês se beneficia do decreto protegendo as línguas regionais endógenas na Comunidade francesa da Bélgica.